# Тюлькина землица
«Тюлькина землица» — в XVII веке название территории на Среднем Енисее, где впоследствии возник г. Красноярск. Место обитания аринов и качинцев. Названа по имени аринского «князька Тюльки» (на самом деле, видимо, Тюльге). 
Тюлькина земля находилась в районе енисейского притока, реки Качи. До прихода русских она облагалась ясаком восточно-монгольским Алтын-ханом и «брацкими людьми», то есть бурятами. В первые десятилетия XVII века ситуация для аборигенов менялась только в худшую сторону. Им приходилось платить ясак по 2-3 раза: своим прежним господам, а также красноярским и (отдельно!) енисейским казакам. 

Государя царя и великого князя Михаила Федоровича всеа Русии воеводе Ивану Володимеровичу Молчанко Лавров челом бьет. Нынешнево, государь, 121-го году посыланы были из Кецкого острогу по государев царя и великого князя Михаила Федоровича всеа Русии по недоборной ясак служивые люди Васька Пшенишников, да Янко Шпаковский да толмачь Карпик Амонатка вверх по Кети в Кадысскую волость к князьцу к Номаку, и в Тунгусы и в Тюлькину землю. И ясачики, государь, Васька Пшенишников с товарыщи пришли в Кецкой острог июня в ... день а сказали, что Намак итти в Тунгусы и в Тюлькину землю не повел, а ходил де в Тунгусы князец Намак сам да лучшей человек Путня да кузнецкой князец Туметко, а в Тюлькину землю ходили Намаков брат Атабай, лутчей человек Енбель; и из Тюлькины, государь, землицы Атабай принес государева ясаку 60 соболей да государя царя и великого князя Михаила Федоровича всеа Русии поминков 13 соболей. А бил челом государю Тюлькины земли князец Затыгаш, что им государева ясаку больше тово дать невозможно, потому что де их воевали брацкие люди и что де было у них [государеву] ясаку в сборе, и тот де ясак у них отгромили брацкие люди.— Отписка кетского служилого человека Молчана Лаврова сургутскому воеводе Ивану Благово об ясаке с Тюлькиной землицы и с тунгусов
Предводитель аборигенов лавировал между казаками и монголами, по-видимому, делая это успешно, заслужив своё имя-прозвище (тюльге означает «лиса»). 
В 1623 году енисейский воевода Яков Игнатьевич Хрипунов отправил на разведку в Тюлькину землю Андрея Ануфриевича Дубенского. В том же году в четырёх днях конного пути от Енисейска Дубенский нашёл в Качинской землице (так стали называть Тюлькину землю) место, подходящее для строительства острога: “на яру место угожее, высоко и красно, и лес близко всякой есть, и пашенных мест и сенных покосов много, и государев де острог на том месте поставить мочно”.
25 сентября 1624 года воевода Я. Хрипунов отправил в Тобольск и в Приказ Казанского дворца чертёж, на котором было обозначено место будущего строительства Качинского (Красноярского) острога. 
В 1625 году царь Михаил Фёдорович распорядился: «В Качинской землице вверх по Енисею на Красном Яру поставить острог».
Потомки Тюльки-Тюльге фактически поступили на русскую службу. Ясачное бремя для местного населения естественным образом ослабло после урегулирования вопроса о внутренних правилах сбора дани и отказа монголов от посягательств на енисейскую Сибирь, хотя продолжало существовать до XIX века включительно. 